# Чіні (Вашингтон)
Чіні (англ. Cheney) — місто (англ. city) в США, в окрузі Спокен штату Вашингтон. Населення — 13 255 осіб (2020).

## Географія
Чіні розташоване за координатами 47°29′28″ пн. ш. 117°34′53″ зх. д. / 47.49111° пн. ш. 117.58139° зх. д. (47.491127, -117.581512). За даними Бюро перепису населення США в 2010 році місто мало площу 11,13 км², з яких 11,05 км² — суходіл та 0,08 км² — водойми.

### Клімат
| Клімат : Чіні           | Клімат : Чіні | Клімат : Чіні | Клімат : Чіні | Клімат : Чіні | Клімат : Чіні | Клімат : Чіні | Клімат : Чіні | Клімат : Чіні | Клімат : Чіні | Клімат : Чіні | Клімат : Чіні | Клімат : Чіні | Клімат : Чіні |
| Показник                | Січ.          | Лют.          | Бер.          | Квіт.         | Трав.         | Черв.         | Лип.          | Серп.         | Вер.          | Жовт.         | Лист.         | Груд.         | Рік           |
| Абсолютний максимум, °C | 15,6          | 17,8          | 22,2          | 31,7          | 33,9          | 40,6          | 41,7          | 38,3          | 42,8          | 32,2          | 23,9          | 22,8          | 42,8          |
| Середній максимум, °C   | 1,1           | 4,9           | 9,6           | 16,4          | 20,8          | 24,6          | 30,3          | 28,8          | 24,2          | 16,4          | 7,5           | 2,7           | 15,6          |
| Середній мінімум, °C    | −6,8          | −4,7          | −2,3          | 1,1           | 4,6           | 7,6           | 11,1          | 10,4          | 7,5           | 2,2           | −2,1          | −4,6          | 2,0           |
| Абсолютний мінімум, °C  | −37,2         | −33,9         | −20           | −10           | −6,1          | −3,3          | −0,6          | −1,1          | −3,9          | −10           | −15,6         | −21,1         | −37,2         |
| Норма опадів, мм        | 58            | 46            | 35            | 27            | 38            | 36            | 14            | 12            | 25            | 38            | 60            | 56            | 445           |
| Днів з опадами          | 13            | 10            | 9             | 7             | 7             | 7             | 3             | 3             | 4             | 7             | 11            | 11            | 92,0          |
| ----------------------- | ------------- | ------------- | ------------- | ------------- | ------------- | ------------- | ------------- | ------------- | ------------- | ------------- | ------------- | ------------- | ------------- |
| Джерело:                |               |               |               |               |               |               |               |               |               |               |               |               |               |

## Демографія
Згідно з переписом 2010 року, у місті мешкало 10 590 осіб у 3902 домогосподарствах у складі 1669 родин. Густота населення становила 952 особи/км². Було 4183 помешкання (376/км²).
Расовий склад населення:
| - 81,7 % — білих - 4,0 % — чорних або афроамериканців - 4,0 % — азіатів - 1,3 % — корінних американців - 0,4 % — вихідців з тихоокеанських островів - 3,9 % — осіб інших рас |

До двох чи більше рас належало 4,7 %. Частка іспаномовних становила 9,3 % від усіх жителів.
За віковим діапазоном населення розподілялося таким чином: 14,7 % — особи молодші 18 років, 78,6 % — особи у віці 18—64 років, 6,7 % — особи у віці 65 років та старші. Медіана віку мешканця становила 22,3 року. На 100 осіб жіночої статі у місті припадало 95,5 чоловіків; на 100 жінок у віці від 18 років та старших — 93,9 чоловіків також старших 18 років.
Середній дохід на одне домашнє господарство становив 40 668 доларів США (медіана — 27 600), а середній дохід на одну сім'ю — 61 930 доларів (медіана — 52 292). Медіана доходів становила 40 794 долари для чоловіків та 33 664 долари для жінок. За межею бідності перебувало 40,1 % осіб, у тому числі 24,0 % дітей у віці до 18 років та 9,9 % осіб у віці 65 років та старших.
Цивільне працевлаштоване населення становило 4974 особи. Основні галузі зайнятості: освіта, охорона здоров'я та соціальна допомога — 36,8 %, мистецтво, розваги та відпочинок — 18,8 %, роздрібна торгівля — 8,4 %, науковці, спеціалісти, менеджери — 6,9 %.